# Julian Knowle
Julian Knowle, né le 29 avril 1974 à Lauterach, est un joueur de tennis autrichien professionnel de 1992 à 2021.
Il a joué principalement en double. Il a remporté 19 titres ATP dont l'US Open 2007 avec Simon Aspelin et atteint 25 autres finales dont celle du tournoi de Wimbledon 2004 avec Nenad Zimonjić.
Il met terme à sa carrière en novembre 2021

## Palmarès

### En double messieurs
| 19 titres en double | 1 G. Chelem | 1 G. Chelem | 1 G. Chelem | 1 G. Chelem | 0 Masters | 0 Masters | 0 Masters   | 0 Masters   | 0 Masters 1000 | 0 Masters 1000 | 0 Masters 1000 | 0 Masters 1000 | 1 ATP 500          | 1 ATP 500          | 1 ATP 500          | 1 ATP 500          | 17 ATP 250         | 17 ATP 250         | 17 ATP 250     | 17 ATP 250     | 0 JO           | 0 JO           | 0 JO           | 0 JO           |
| 19 titres en double | 8 sur dur   | 8 sur dur   | 8 sur dur   | 8 sur dur   | 8 sur dur | 8 sur dur | 2 sur gazon | 2 sur gazon | 2 sur gazon    | 2 sur gazon    | 2 sur gazon    | 2 sur gazon    | 8 sur terre battue | 8 sur terre battue | 8 sur terre battue | 8 sur terre battue | 8 sur terre battue | 8 sur terre battue | 1 sur moquette | 1 sur moquette | 1 sur moquette | 1 sur moquette | 1 sur moquette | 1 sur moquette |

## Parcours dans les tournois duGrand Chelem

### En simple
| Année | Open d'Australie | Open d'Australie | Internationaux de France | Internationaux de France | Wimbledon       | Wimbledon       | US Open         | US Open       |
| ----- | ---------------- | ---------------- | ------------------------ | ------------------------ | --------------- | --------------- | --------------- | ------------- |
| 2001  | —                | —                | —                        | —                        | 1er tour (1/64) | Marat Safin     | —               | —             |
| 2002  | —                | —                | 1er tour (1/64)          | D. Sanguinetti           | 3e tour (1/16)  | Lleyton Hewitt  | 1er tour (1/64) | J.-M. Gambill |
| 2003  | 2e tour (1/32)   | A. Vinciguerra   | —                        | —                        | —               | —               | —               | —             |
| 2004  | —                | —                | —                        | —                        | 1er tour (1/64) | Alejandro Falla | —               | —             |

N.B. : à droite du résultat se trouve le nom de l'ultime adversaire.

### En double
| Année | Open d'Australie             | Open d'Australie           | Internationaux de France    | Internationaux de France  | Wimbledon                   | Wimbledon                     | US Open                     | US Open                     |
| ----- | ---------------------------- | -------------------------- | --------------------------- | ------------------------- | --------------------------- | ----------------------------- | --------------------------- | --------------------------- |
| 2001  | —                            | —                          | 1/8 de finale L. Manta      | Petr Pála P. Vízner       | 1er tour (1/32) L. Manta    | J. Balcells S. Schalken       | 1er tour (1/32) L. Manta    | T. Shimada M. Wakefield     |
| 2002  | 1er tour (1/32) M. Kohlmann  | M. Bhupathi L. Paes        | 1er tour (1/32) M. Kohlmann | D. Johnson J. Palmer      | 2e tour (1/16) M. Kohlmann  | M. Damm Cyril Suk             | 1er tour (1/32) M. Kohlmann | M. Bhupathi M. Mirnyi       |
| 2003  | 1er tour (1/32) M. Kohlmann  | A. Portas T. Robredo       | 2e tour (1/16) M. Kohlmann  | T. Cibulec P. Vízner      | 1er tour (1/32) Mario Ančić | J. Björkman T. Woodbridge     | 2e tour (1/16) M. Kohlmann  | M. Knowles D. Nestor        |
| 2004  | 2e tour (1/16) M. Kohlmann   | J. I. Chela Ó. Hernández   | 2e tour (1/16) N. Zimonjić  | Mario Ančić I. Ljubičić   | Finale N. Zimonjić          | J. Björkman T. Woodbridge     | 2e tour (1/16) N. Zimonjić  | F. González N. Massú        |
| 2005  | 1er tour (1/32) Petr Pála    | G. Galimberti F. Volandri  | 1/4 de finale J. Melzer     | F. González N. Massú      | 1/8 de finale J. Melzer     | J. Björkman Max Mirnyi        | 2e tour (1/16) J. Melzer    | J. Hernych V. Spadea        |
| 2006  | 1/8 de finale J. Melzer      | S. Aspelin Todd Perry      | 1/8 de finale J. Melzer     | A. Peya Björn Phau        | —                           | —                             | 2e tour (1/16) J. Melzer    | J. Nieminen G. Oliver       |
| 2007  | 1/8 de finale J. Melzer      | F. Santoro N. Zimonjić     | 1/8 de finale S. Aspelin    | L. Dlouhý P. Vízner       | 1er tour (1/32) S. Aspelin  | T. Johansson A. Pavel         | Victoire S. Aspelin         | L. Dlouhý P. Vízner         |
| 2008  | 1er tour (1/32) S. Aspelin   | R. Lindstedt J. Nieminen   | 1/8 de finale S. Aspelin    | J. Tipsarević V. Troicki  | 1er tour (1/32) S. Aspelin  | K. Anderson R. Lindstedt      | 2e tour (1/16) S. Aspelin   | I. Kunitsyn D. Toursounov   |
| 2009  | 1er tour (1/32) J. Melzer    | Mardy Fish John Isner      | 2e tour (1/16) J. Melzer    | P. Cuevas Luis Horna      | 1er tour (1/32) J. Melzer   | R. Kendrick S. Querrey        | 1/8 de finale J. Melzer     | L. Dlouhý L. Paes           |
| 2010  | 1er tour (1/32) R. Lindstedt | A. Clément J. Erlich       | 1/2 finale Andy Ram         | L. Dlouhý L. Paes         | 1/8 de finale Andy Ram      | M. Granollers T. Robredo      | 1er tour (1/32) Andy Ram    | J. Erlich Jordan Kerr       |
| 2011  | —                            | —                          | —                           | —                         | 1/8 de finale K. Anderson   | C. Kas A. Peya                | 2e tour (1/16) H. Zeballos  | M. Fyrstenberg M. Matkowski |
| 2012  | 2e tour (1/16) M. Kohlmann   | D. Bracciali P. Starace    | 1er tour (1/32) L. Mayer    | J. Melzer P. Petzschner   | 1/4 de finale D. Bracciali  | R. Lindstedt Horia Tecău      | 1/4 de finale F. Polášek    | L. Paes R. Štěpánek         |
| 2013  | 1er tour (1/32) F. Polášek   | Lu Y-h. G. Soeda           | 1er tour (1/32) F. Polášek  | J. Murray John Peers      | 1/4 de finale M. Bhupathi   | Bob Bryan Mike Bryan          | 1er tour (1/32) J. Melzer   | T. C. Huey D. Inglot        |
| 2014  | 1er tour (1/32) V. Pospisil  | A. Bolt A. Whittington     | 1er tour (1/32) M. Mertiňák | G. García-López P. Oswald | 1/4 de finale M. Melo       | Bob Bryan Mike Bryan          | 1er tour (1/32) A. Begemann | M. Fyrstenberg M. Matkowski |
| 2015  | 2e tour (1/16) V. Pospisil   | B. Becker Artem Sitak      | 2e tour (1/16) A. Begemann  | D. Nestor L. Paes         | 2e tour (1/16) A. Begemann  | J.-J. Rojer Horia Tecău       | 1er tour (1/32) Robin Haase | M. Granollers Marc López    |
| 2016  | 1er tour (1/32) S. González  | T. Bellucci M. Demoliner   | 2e tour (1/16) F. Mayer     | M. Matkowski L. Paes      | 1er tour (1/32) Artem Sitak | M. Demoliner A.-U.-H. Qureshi | 1er tour (1/32) F. Mayer    | J.-J. Rojer Horia Tecău     |
| 2017  | —                            | —                          | 2e tour (1/16) F. Mayer     | F. Verdasco N. Zimonjić   | 2e tour (1/16) P. Oswald    | F. Mergea A.-U.-H. Qureshi    | 1er tour (1/32) A. Peya     | J. Murray B. Soares         |
| 2021  | 1er tour (1/32) Lloyd Harris | T. Kokkinakis Nick Kyrgios | 1er tour (1/32) David Pel   | Lu Yen-hsun Y. Nishioka   | —                           | —                             | —                           | —                           |

N.B. : le nom du partenaire se trouve sous le résultat ; le nom des ultimes adversaires se trouve à droite.

### En double mixte
| Année | Open d'Australie                 | Open d'Australie             | Internationaux de France  | Internationaux de France    | Wimbledon                   | Wimbledon                    | US Open                        | US Open                        |
| ----- | -------------------------------- | ---------------------------- | ------------------------- | --------------------------- | --------------------------- | ---------------------------- | ------------------------------ | ------------------------------ |
| 2004  | —                                | —                            | —                         | —                           | —                           | —                            | 1er tour (1/16) Barbara Schett | E. Likhovtseva Nenad Zimonjić  |
| 2005  | —                                | —                            | —                         | —                           | —                           | —                            | —                              | —                              |
| 2006  | —                                | —                            | —                         | —                           | —                           | —                            | 2e tour (1/8) Sun Tiantian     | M. Navrátilová Bob Bryan       |
| 2007  | —                                | —                            | —                         | —                           | 3e tour (1/8) Sun Tiantian  | Jelena Janković Jamie Murray | 1er tour (1/16) Sun Tiantian   | Květa Peschke Martin Damm      |
| 2008  | —                                | —                            | —                         | —                           | 3e tour (1/8) Chan Yung-jan | Liezel Huber Jamie Murray    | 1er tour (1/16) Chan Yung-jan  | C. Dellacqua Jordan Kerr       |
| 2010  | 1er tour (1/16) Monica Niculescu | Flavia Pennetta Marcelo Melo | Finale Y. Shvedova        | K. Srebotnik N. Zimonjić    | 1/4 de finale Y. Shvedova   | Lisa Raymond Wesley Moodie   | 2e tour (1/8) Y. Shvedova      | Květa Peschke A.-U.-H. Qureshi |
| 2011  | —                                | —                            | —                         | —                           | —                           | —                            | —                              | —                              |
| 2012  | —                                | —                            | —                         | —                           | 3e tour (1/8) Tamira Paszek | Julia Görges Daniel Nestor   | —                              | —                              |
| 2013  | —                                | —                            | 2e tour (1/8) Zhang Shuai | K. Mladenovic Daniel Nestor | 1er tour (1/32) Zhang Shuai | John Peers Ashleigh Barty    | —                              | —                              |
| 2014  | —                                | —                            | —                         | —                           | —                           | —                            | —                              | —                              |
| 2015  | —                                | —                            | —                         | —                           | —                           | —                            | —                              | —                              |
| 2016  | —                                | —                            | —                         | —                           | 2e tour (1/16) Zhang Shuai  | Y. Shvedova A.-U.-H. Qureshi | —                              | —                              |

N.B. : le nom de la partenaire se trouve sous le résultat ; le nom des ultimes adversaires se trouve à droite.

## Participation aux Masters

### En double
| Année | Ville                      | Surface    | Partenaire    | Résultats | Résultat final |
| ----- | -------------------------- | ---------- | ------------- | --------- | -------------- |
| 2007  | Shanghai, Qi Zhong Stadium | Dur indoor | Simon Aspelin | 3v, 2d    | Finaliste      |

## Classement ATP en fin de saison
| Année          | 1997 | 1998 | 1999 | 2000 | 2001 | 2002 | 2003 | 2004 | 2005 | 2006 | 2007 | 2008 | 2009 | 2010 | 2011 | 2012 | 2013 | 2014 | 2015 | 2016 | 2017 | 2018 | 2019 | 2020 |
| Rang en double | 398  | 373  | 196  | 173  | 85   | 55   | 38   | 30   | 30   | 23   | 7    | 24   | 21   | 32   | 81   | 37   | 34   | 40   | 51   | 87   | 74   | -    | -    | -    |

Source : (en) Classements de Julian Knowle sur le site officiel de la Fédération internationale de tennis